# Hexacosioihexecontahexafòbia

El nombre que causa l'hexacosioihexecontahexafòbia.

L'hexacosioihexecontahexafòbia (abreujat trihexafòbia) és una por irracional (o fòbia) al nombre "666". Es caracteritza pel rebuig a qualsevol cosa que pugui estar relacionada directament o indirectament amb el nombre 666, etc.

## Manifestacions d'aquesta fòbia
Els hexacosioihexecontahexafòbics eviten les coses relacionades amb el nombre 666, com ara un edifici en què el nombre s'exhibeixi amb prominència. Tanmateix, hi ha altres coses que eviten. Encara que menys freqüentment, tracten d'evitar el nombre com a producte de relacions entre altres nombres. Per exemple, la fracció dos terços té un decimal de repetició de .666. (La nota que a la base 12, dos terços és 0,8, i 0,666 és la fracció 6/11.) Un hexacosioihexecontahexafòbic sever pot evitar l'esmentat abans, així com 5/3, 8/3, 11/3, etc. La gent amb aquesta fòbia considera mala sort obtenir 3 sisos en una mà de pòquer, tot i que aquesta és, generalment, una molt bona mà. Igualment, van considerar el 6 de juny de 2006 (06-06-06) com un dia fatal.

## Controvèrsia
És molt important observar que aquesta por és en gran part un artefacte del cristianisme popular. En canvi, la majoria d'intel·lectuals cristians i els teòlegs de l'actualitat creuen que el nombre era simplement una referència a un emperador romà que va perseguir a cristians. El Cèsar considerat com el més adequat per al paper és Domicià, encara que alguns prefereixen al més conegut Neró encara que sigui menys probable. De qualsevol manera, els intel·lectuals postulen que els cristians van utilitzar el nombre com a codi per referir al seu nom o que el Cèsar mateix va poder haver afavorit aquest nombre per raons numerològiques. En algunes numerologies, sisos triples podrien simbolitzar una trinitat de traïció, amargor i venjança, mentre que en altres podria fàcilment simbolitzar harmonia, bellesa i encant.
També és possible que sigui una conseqüència que la religió jueva considerava el 7 com a nombre perfecte. El 6 seria, doncs, el nombre de la imperfecció. 666 significaria "tres vegades imperfecte".

## Càbala jueva
Aquest nombre, segons la càbala jueva, té relació amb l'emperador romà Neró, el nom (segons aquesta creença mística) és el resultat de la suma dels valors que se li donen a cada lletra en aquesta tradició.

## Casos d'hexacosioihexecontahexafòbia
Entre els hexacosioihexecontahexafòbics més coneguts s'inclouen el ja mort Ronald Reagan i la seva senyora, Nancy Reagan. El 1989, quan es van mudar a casa seva al sector de Bel Air, de Los Angeles, van canviar la seva adreça de 666 St. Cloud Road a 668. El resident anterior, Johnny Carson, definitivament no era hexacosioihexecontahexafòbic, ja que mai va modificar l'adreça. A més, irònicament, el nom Ronald Wilson Reagan conté tres paraules de sis lletres.
El 6 de juny de 2006 (06/06/06 en el calendari gregorià), els evangèlics Ambassadors Ministries dels Països Baixos van dur a terme una vigília de 24 hores per espantar els 'mals esperits'. La marató de la pregària va començar a Jerusalem.
A finals de la dècada de 1990, l'estatal telefònica d'Hondures va decidir canviar els números telefònics de sis a set dígits, el prefix 666 va correspondre a la ciutat de El Progreso (Yoro). Els habitants d'aquesta ciutat, de majoria catòlica, es van mobilitzar per canviar el prefix, ja que el consideraven com maligne, a més de per les burles que els feien els veïns d'altres ciutats, com San Pedro Sula, fins que van aconseguir que l'empresa de telèfons canviés el prefix a 668. N'hi ha que consideren que el número 23 porta mala sort, ja que 2 dividit 3 és igual a 6 periòdic (0,666).